# Chiesa di Sant'Agata dei Goti

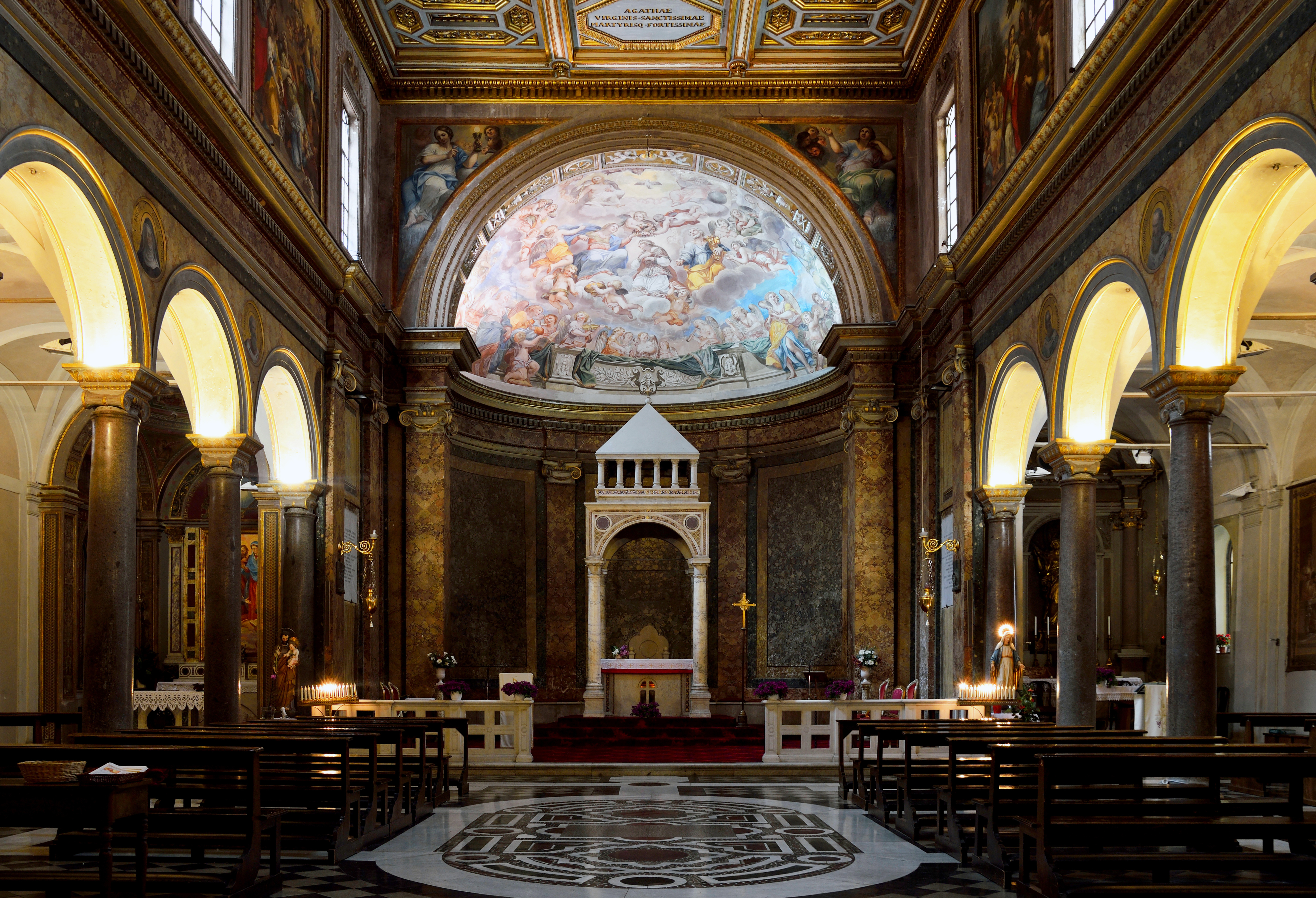
L'interno

La chiesa di Sant'Agata dei Goti è un luogo di culto cattolico del centro storico di Roma, sito in via del Mazzarino, nel rione Monti.

## Storia e descrizione
Essa fu fondata nel V secolo a Roma dal generale romano d'origine gota Ricimero. È il solo esempio di luogo di culto ariano della comunità gotica romana conservatosi in epoca contemporanea.
Nel 593 fu riscattata e consacrata al cattolicesimo da papa Gregorio I. Questo cambiamento di titolarità non avvenne - narra la leggenda - senza resistenze da parte del diavolo che, insediatosi in una scrofa, protestò per tre giorni con gran fumi di zolfo e gemiti notturni, finché abbandonò il campo, scacciato da una nuvola profumata che andò a posarsi sull'altare maggiore.
Divenne quindi sede di diaconia cardinalizia.
Quando la chiesa andò in rovina, nella prima metà del XVI secolo, la diaconia cardinalizia fu trasferita alla chiesa di Sant'Agata alla Suburra.
La chiesa perse così anche il nome, dei Goti, e fu detta dal popolo Sant'Agata de caballo, perché posta in cima alla discesa verso la Suburra da "Monte Cavallo", antico nome del colle Quirinale, e nota fino al 1922 come Sant'Agata alla Suburra.
Durante il pontificato di papa Pio XI il titolo, pur rimanendo nella chiesa della Suburra, venne rinominato in "Sant'Agata de' Goti".
Il bel mosaico votivo con cui Ricimero l'aveva adornata andò perduto nel 1589, e la chiesa stessa cadde in rovina. L'attuale Sant'Agata dei Goti, sotto Villa Aldobrandini, è quella detta in capite Suburrae, perché posta in cima alla via della Suburra, rifatta nel 1633 e con la nuova facciata eretta nel 1729.